# Kentriodontidae
Famille
Les Kentriodontidae sont une famille éteinte de cétacés.

## Description et caractéristiques
Les Kentriodontidae sont genres d'odontocètes du début du Miocène ressemblant aux dauphins, qui ont la particularité d'avoir des crânes symétriques. Ils pourraient s'être déjà organisés en troupeaux.
Ils consommaient des petits poissons et leur système d'écholocation devait être parfaitement opérationnel. La morphologie et la distribution de ces fossiles sont très semblables aux odontocètes modernes, qui pourraient y trouver leurs ancêtres. 

## Liste des genres
Selon BioLib (31 décembre 2016) :
- sous-famille Kampholophinae Barnes, 1978 †
  - genre Kampholophos Rensberger, 1969 †
- sous-famille Kentriodontinae Slijper, 1936 †
  - genre Belonodelphis Muizon, 1988 †
  - genre Delphinodon Leidy, 1869 †
  - genre Incacetus Colbert, 1944 †
  - genre Kentriodon Kellogg, 1927 †
  - genre Macrokentriodon Dawson, 1996 †
  - genre Microphocaena Kudrin & Tatarinov, 1965 †
  - genre Rudicetus Bianucci, 2001 †
  - genre Tagicetus Lambert & al., 2005 †
- sous-famille Lophocetinae Barnes, 1978 †
  - genre Hadrodelphis Kellogg, 1966 †
  - genre Liolithax Kellogg, 1931 †
  - genre Lophocetus Cope, 1868 †
- sous-famille Pithanodelphininae Barnes, 1985 †
  - genre Atocetus Muizon, 1988 †
  - genre Leptodelphis Kirpichnikov, 1954 †
  - genre Pithanodelphis Abel, 1905 †
  - genre Sophianacetus Kazar, 2006 †
- genre Sarmatodelphis Kirpichnikov, 1954 †

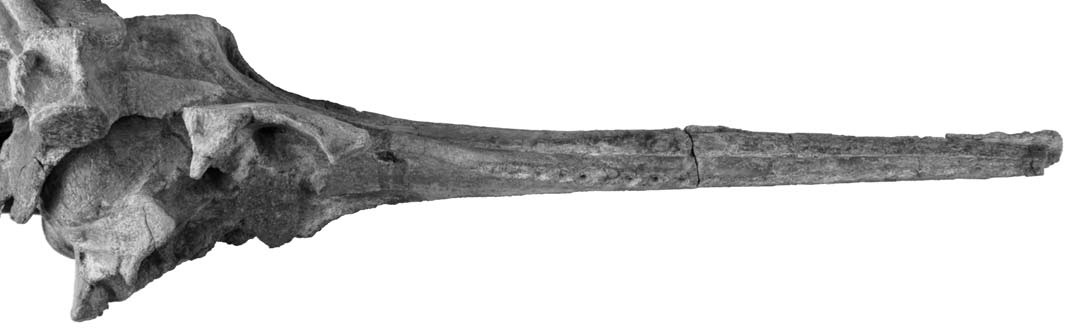
Fragment de crâne fossilisé de Tagicetus joneti